# Jardim das Hespérides

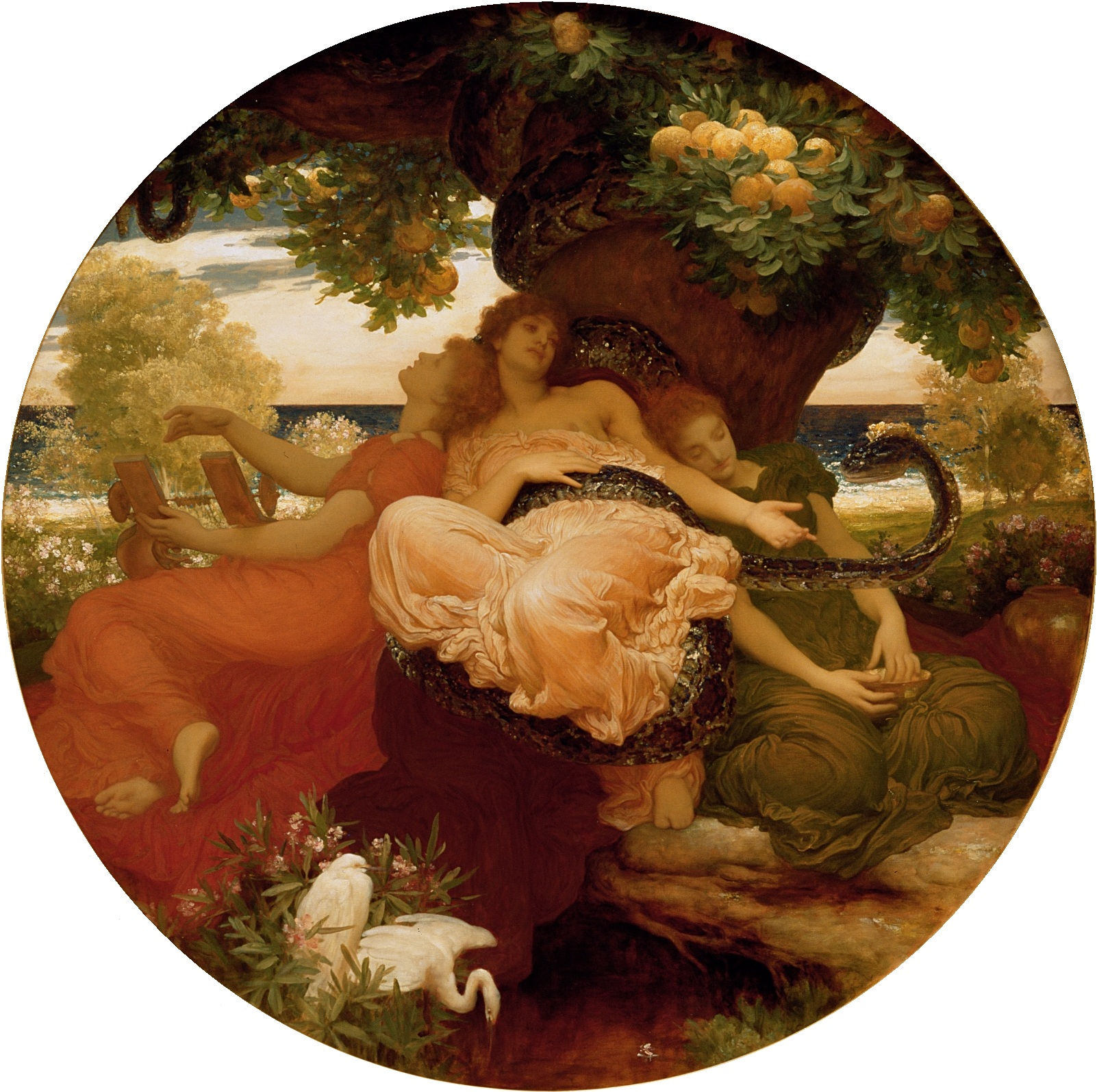
O Jardim das Hespérides
Por Frederick, Lord Leighton, 1892

O Jardim das Hespérides, na mitologia grega, foi a morada destas ninfas. Situado às margens do oeste do rio Oceano, guardado por um dragão (ou uma serpente). As hespérides personificam o final da tarde, transição entre o dia e a noite.

## O jardim
Hera recebera de Gaia lindas maçãs (pomos) de ouro como presente de seu casamento com Zeus e mandou plantá-las em seu longínquo jardim, no extremo Ocidente. Ela deu às Hespérides, ninfas do entardecer e filhas de Atlas, a função de proteger este jardim. Quando as ninfas começaram a usar os frutos de ouro para próprio benefício, Hera teve de procurar um guardião mais confiável. Assim Ladão, o dragão com um corpo de serpente e cem cabeças, passou a proteger o jardim.

## O 11° trabalho de Héracles
Héracles foi incumbido de trazer a Euristeu algumas dessas maravilhosas maçãs de ouro e o herói precisou, antes de mais nada, descobrir a localização do jardim de Hera. Isso lhe deu mais trabalho que o 11º trabalho em si: precisou ir para o norte da Grécia, depois para a Líbia, para o Egito, para a Arábia e para a Ásia Menor — e teve aventuras em cada um desses lugares.
Ao procurar as ninfas do rio Erídano (norte da Grécia), filhas de Zeus e Têmis, teve primeiro de matar Cicno, filho de Ares (seu sobrinho, portanto), e a seguir enfrentar o próprio Ares, seu irmão, que acorrera para vingar o filho.
Héracles conseguiu ferir Ares, obrigando o deus a retirar-se para o Olimpo, porém depois de tudo as ninfas disseram-lhe que somente Nereu conhecia a localização do Jardim. Levaram-no a ele, e Héracles convenceu o antigo deus do mar a dar a informação que necessitava; algumas versões relatam que Héracles teve de lutar com ele.
No Cáucaso, Héracles matou com uma flecha a águia que devorava diariamente o fígado de Prometeu e libertou-o das correntes que o prendiam. Agradecido, Prometeu sugeriu que, ao invés de buscar pessoalmente as maçãs, deveria pedir a seu irmão Atlas que o fizesse.
Na Líbia, acabou com o gigantesco Anteu, filho de Posídon e Gaia, que desafiava e vencia todos os estrangeiros porque recebia, ao tocar o solo, a força da terra (Gaia). Héracles manteve Anteu suspenso acima do solo e asfixiou-o.

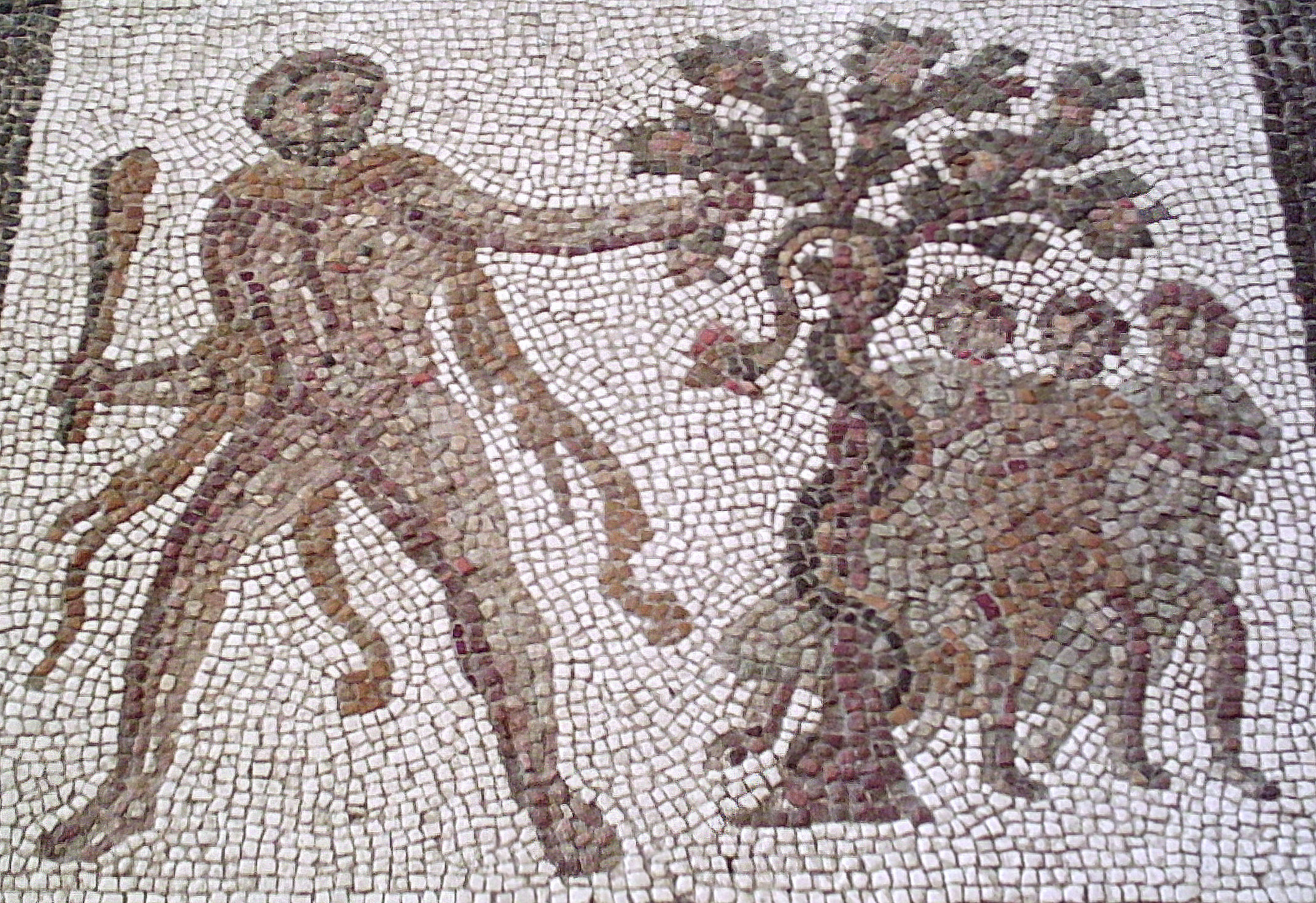
Héracles roubando as maçãs douradas do Jardim das Hespérides
Detalhe de Trabalhos de Hércules, mosaico romano do século III em Llíria, Espanha

No Egito, liquidou o rei Busíris, também filho de Posídon, que costumava sacrificar os estrangeiros aos deuses para evitar a seca em seu reino. Busíris era neto de Io, ilustre ancestral de Héracles, portanto  os dois eram parentes.
Neste ponto há grande divergência entre os mitógrafos. Uma versão da lenda conta que Héracles encontrou o jardim no extremo Ocidente e fez o dragão adormecer (ou matou a serpente), e as hespérides deram-lhe as maçãs de ouro. Outra versão, igualmente muito contada, relata que Héracles conseguiu as maçãs com a ajuda de Atlas, conforme os conselhos que recebera de Prometeu. E enquanto Atlas estava no jardim colhendo maçãs, Héracles teria ficado em seu lugar, sustentando o céu.
Héracles finalmente regressou a Micenas, mostrou as maçãs de ouro a Euristeu e entregou-as a Atena, pois eram propriedade de Hera. Atena encarregou-se de recolocá-las no Jardim das Hespérides.
1. ↑  Michael Stapleton, The Illustrated Dictionary of Greek and Roman Mythology; Peter Bedrick Books, New York; p. 105